# Aulus Baebius Regillus
Aulus Baebius Regillus war ein im 2. Jahrhundert n. Chr. lebender Angehöriger des römischen Ritterstandes (Eques).
Durch ein Militärdiplom, das auf den 9. Oktober 148 datiert ist, ist belegt, dass Regillus 148 Kommandeur der Cohors I Ulpia Pannoniorum war, die zu diesem Zeitpunkt in der Provinz Pannonia superior stationiert war.